# Etzenricht

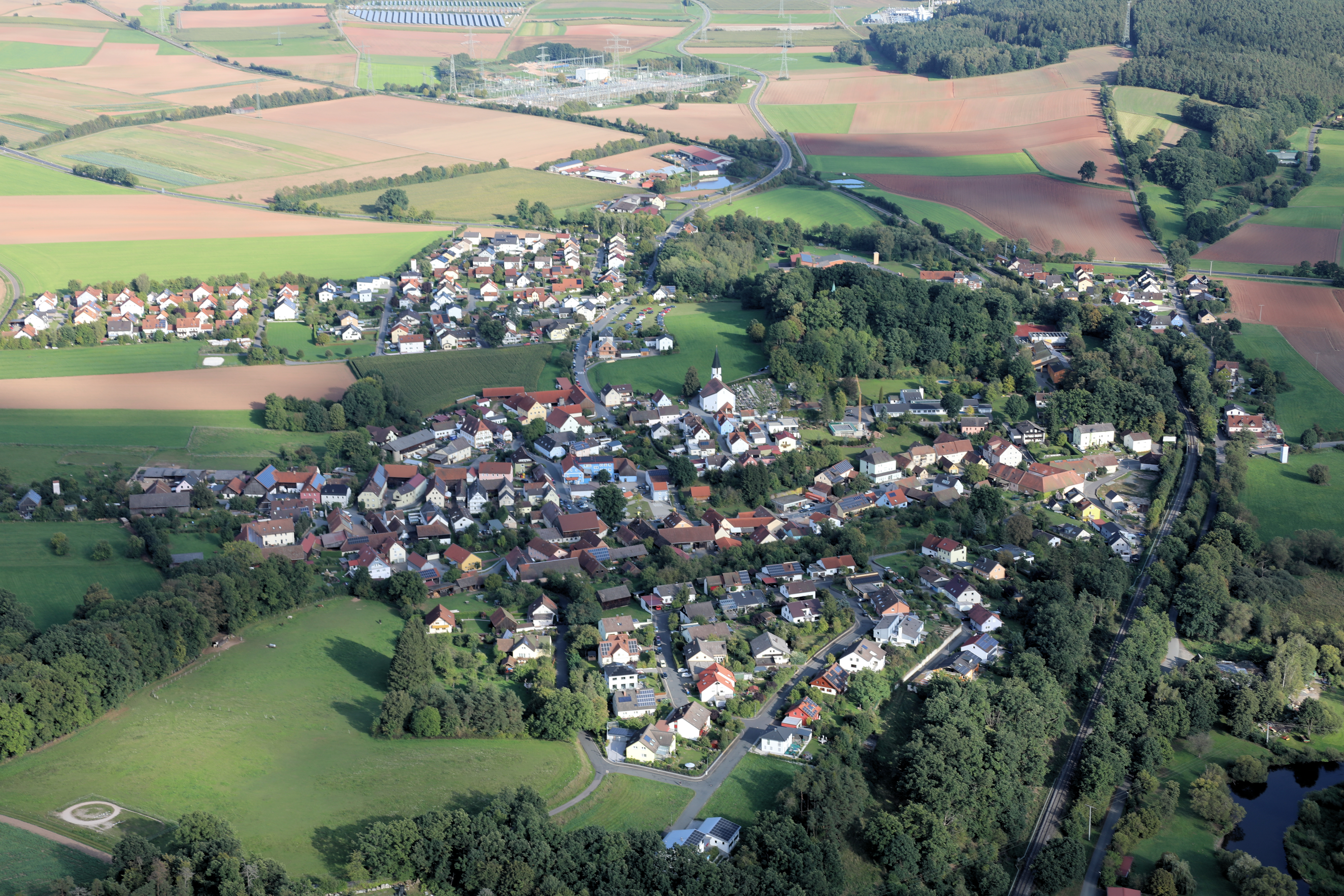
Etzenricht (2023)

Etzenricht ist eine Gemeinde im Oberpfälzer Landkreis Neustadt an der Waldnaab.

## Geografische Lage
Etzenricht liegt an der Haidenaab. In der Nähe des Ortes gibt es zahlreiche fischreiche Kleingewässer, die von Anglern mit einem Angelschein des örtlichen Fischereivereins genutzt werden können.

## Geschichte
Etzenricht wurde 1270 zum ersten Mal urkundlich und 1283 im Salbuch Ludwigs des Strengen als „Aechswinreuth“ erwähnt. Die Bewohner lebten seinerzeit von der Honiggewinnung und der Landwirtschaft. Im Jahre 1414 kam der Reformator Johannes Huss auf seinem Weg zum Konstanzer Konzil durch Etzenricht. Etzenricht im heutigen Bezirk Oberpfalz gehörte seit dem 17. Jahrhundert zum Herzogtum Neuburg-Sulzbach. Im Dreißigjährigen Krieg wurde Etzenricht 1631 zerstört. Ab 1777 gehörte der Ort zum Landgericht Parkstein-Weiden des Kurfürstentums Bayern. Im Zuge der Verwaltungsreformen in Bayern entstand mit dem Gemeindeedikt von 1818 die heutige Gemeinde. Im Jahre 1875 erfolgte der Bau der Eisenbahn, doch erst 1877 erhielt Etzenricht einen eigenen Bahnhof. Bis zur Fertigstellung der katholischen Kirche 1932 gab es in Etzenricht ein Simultaneum, das heißt, evangelische und katholische Gottesdienste wurden in der gleichen Kirche abgehalten. Im Jahre 1934 wurde der Ortsteil Beckendorf nach dem seit 1717 am Ort ansässigen Hüttenwerk in Weiherhammer umbenannt und erhielt am 1. Februar 1952 die kommunale Selbständigkeit.

## Gemeindegliederung
Die Gemeinde Etzenricht hat drei Gemeindeteile (in Klammern ist der Siedlungstyp angegeben):
- Etzenricht (Kirchdorf)
- Haberstumpfmühle (Einöde)
- Radschin (Dorf)

## Einwohnerentwicklung
Zwischen 1988 und 2018 stagnierte die Einwohnerzahl bzw. verringerte sich von 1568 auf 1554 um 14 bzw. um 0,9 %. Am 31. Dezember 1995 hatte die Gemeinde noch 1780 Einwohner.

## Politik
Die Gemeinde ist Mitglied der Verwaltungsgemeinschaft Weiherhammer.

### Gemeinderat
Die Gemeinderatswahl 2020 erbrachte folgende Stimmenanteile und Sitzverteilung:
| Partei/Liste | %    | Sitze |
| ------------ | ---- | ----- |
| CSU          | 41,4 | 5     |
| SPD          | 25,2 | 3     |
| UPW 1        | 33,3 | 4     |

### Bürgermeister
Seit September 2012 ist Martin Schregelmann (CSU) Erster Bürgermeister. Vorgänger war Martin Wallinger (CSU).

### Wappen
| Wappen von Etzenricht | Blasonierung: „Durch eine eingeschweifte schwarze Spitze, darin ein senkrecht gestellter silberner Fisch, gespalten von Gold und Silber; vorne ein schwarzer Bienenkorb, hinten eine blaue Rodungshaue.“ |
| Wappen von Etzenricht | Wappenbegründung: Die Rodungshaue spielt auf den Namensbestandteil -richt an, der dem altbayerischen -reut entspricht und den Ort als mittelalterliche Rodungssiedlung ausweist. Bienenkorb und Fisch stehen für wichtige Faktoren im Wirtschaftsleben der Gemeinde. Bienenzucht (tres urnas mellis mensure, zeidelmaister) und Fischzucht (vischwaid) werden für Etzenricht schon in den Herzogsurbaren von 1285 und 1301 genannt. Die Farben Weiß und Blau verweisen auf die enge herrschaftsgeschichtliche Verbindung zu den Wittelsbachern seit dem 13. Jahrhundert. Dieses Wappen wird seit 1970 geführt. |

## Bauwerke
Östlich von Etzenricht, in Richtung Rothenstadt, besteht ein Umspannwerk der E.ON AG mit der Gleichstromkurzkupplung Etzenricht, zu dem ein 55 Meter hoher Richtfunkturm in freistehender Stahlfachwerkkonstruktion sowie eine große Kompressorstation für Erdgas gehören.

## Natur
- Das Naturschutzgebiet Etzenrichter Kirchberg im Ort

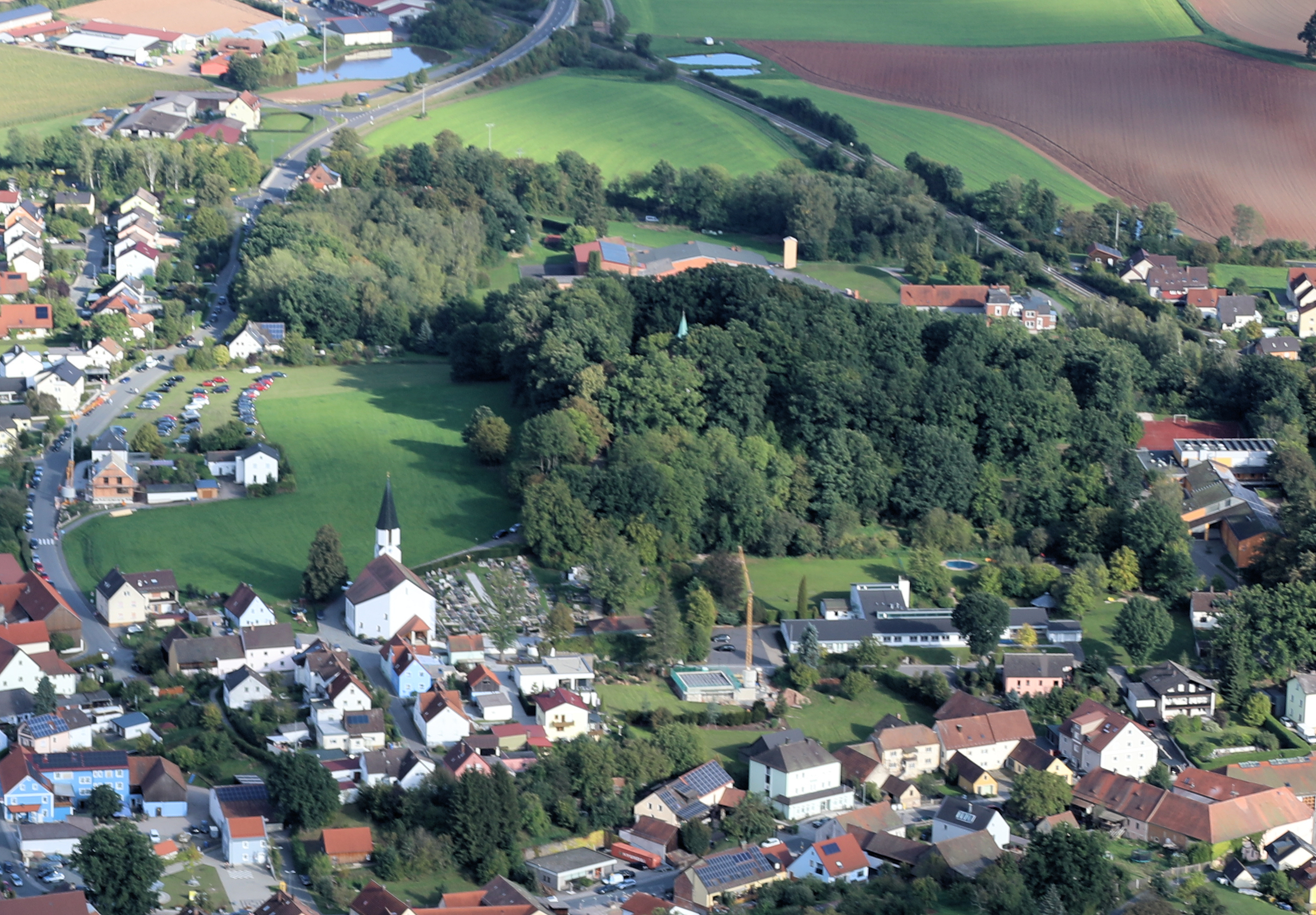
Naturschutzgebiet Kirchberg (2023)
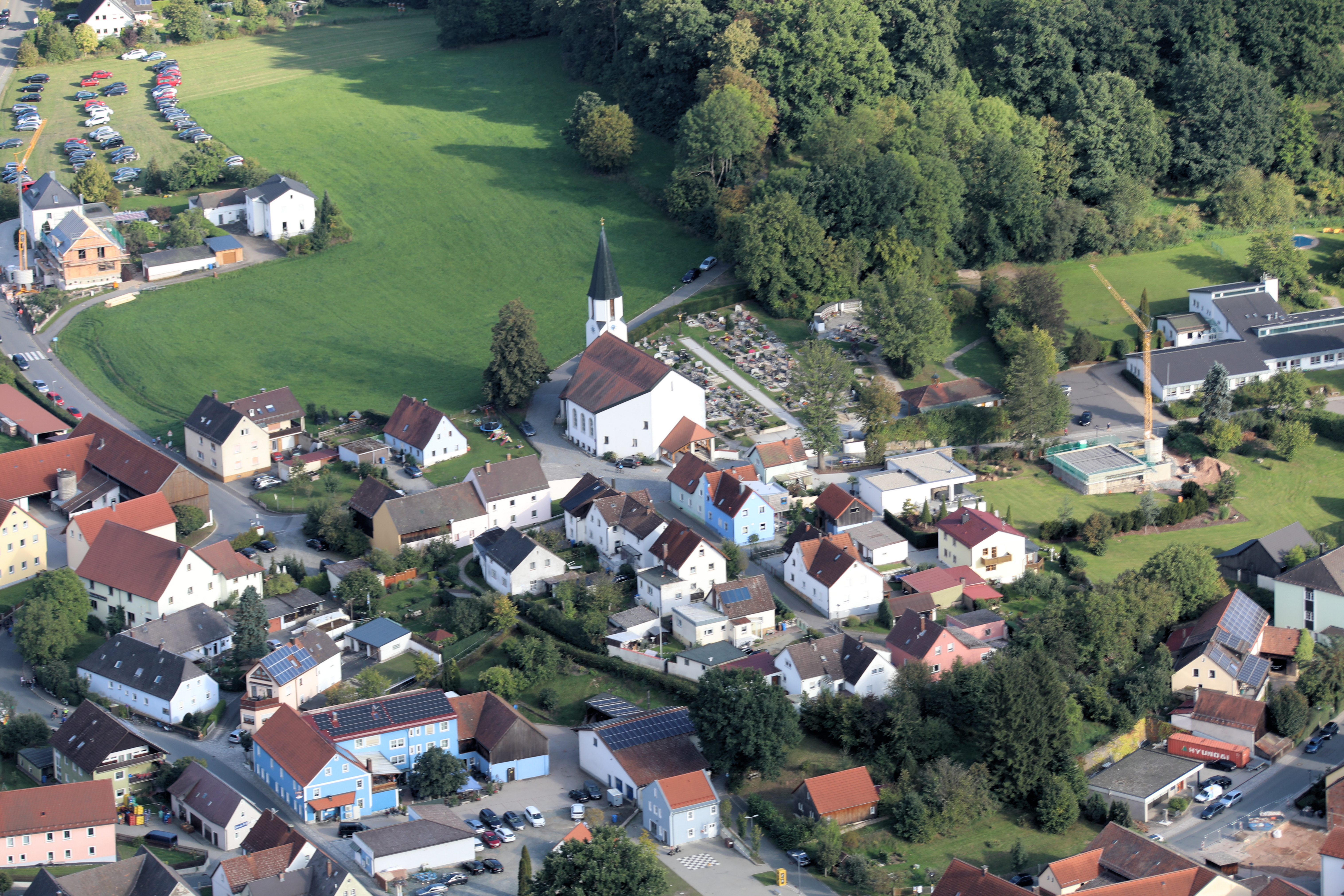
Kirche St. Nikolaus (2023)
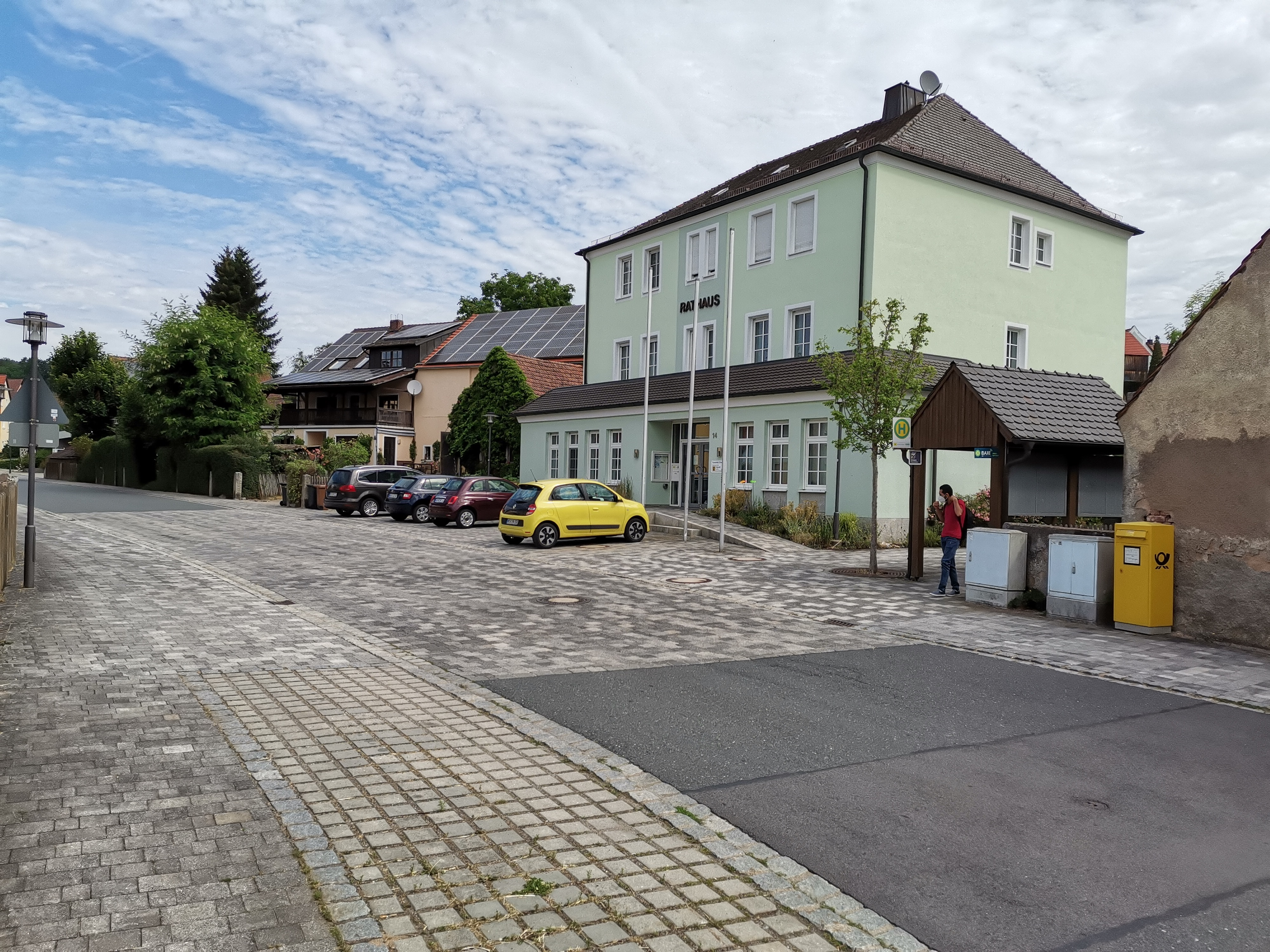
Etzenricht Zentrum
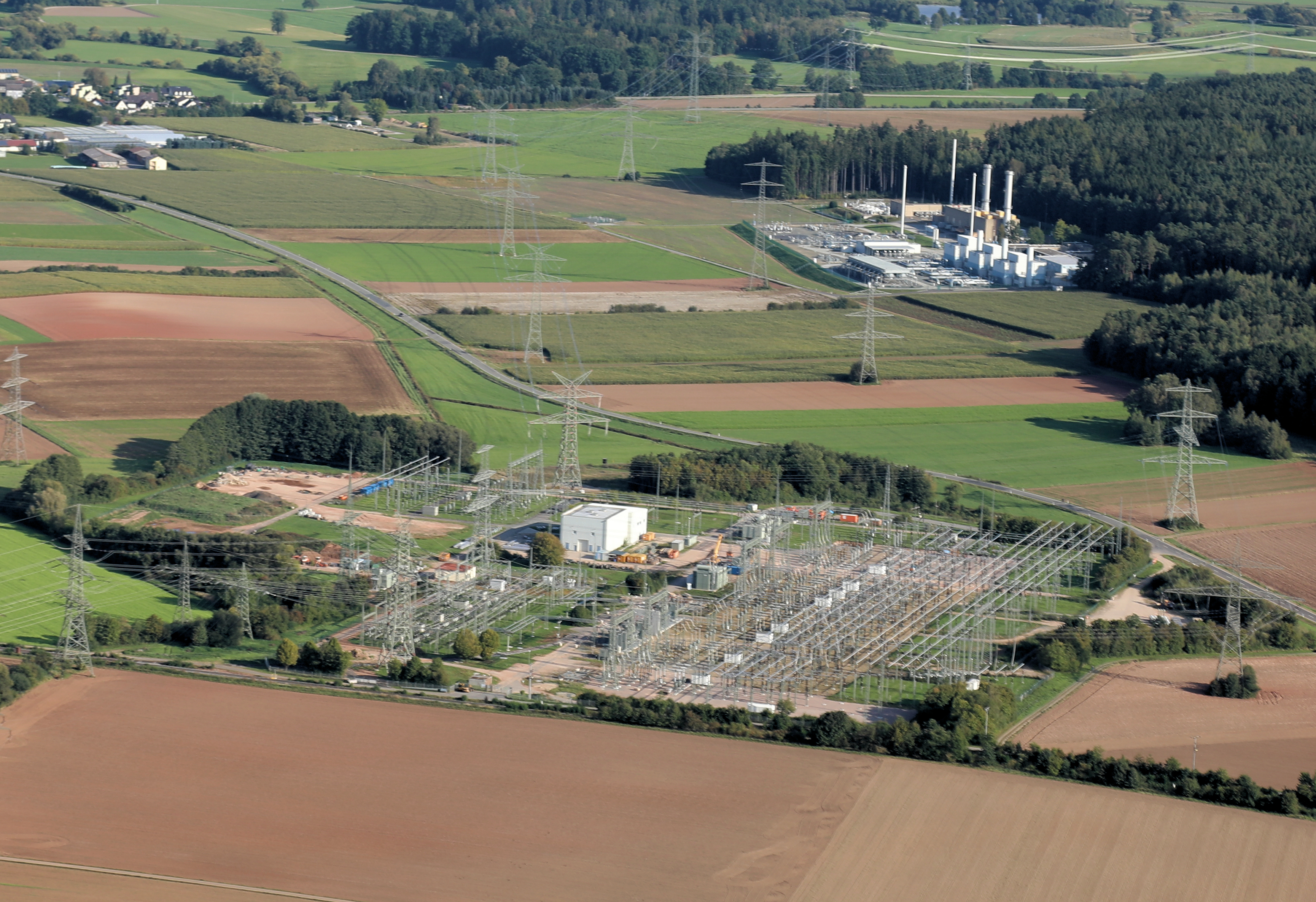
Umspannwerk Etzenricht

## Wirtschaft und Verkehr
Der Ort Etzenricht liegt an der Staatsstraße 2238 (Umgehungsstraße) und an der Bahnstrecke Neukirchen–Weiden. Im Juni 2022 wurde die Bedienung des Eisenbahn-Haltepunktes Etzenricht eingestellt.
Im Jahre 1970 entstand in der Nähe von Etzenricht ein Umspannwerk der damaligen Bayernwerk AG, das in den Folgejahren mehrmals ausgebaut wurde und von 1992 bis 1995 eine HGÜ-Kurzkupplung, die GKK Etzenricht, beherbergte. Eine 400-kV-Hochspannungsleitung führt zum Umspannwerk Hradec in Tschechien.

## Söhne und Töchter der Gemeinde
- Josef Oberberger (1905–1994), Maler, Künstler und Kunstprofessor